# تان چونگ موتور
تان چونگ موتور (انگلیسی: Tan Chong Motor) شرکت خودروسازی مالزیایی است، که در سال ۱۹۷۲ تأسیس شد.